# Lucien Pothier
Lucien Pothier (Cuy, 15 de gener de 1883 - Troyes, 29 d'abril de 1957) va ser un ciclista professional francès que va córrer entre 1903 i 1913 i el 1921.
En el primer Tour de França de la història, el 1903, finalitzà en segona posició, a gairebé tres hores del vencedor, Maurice Garin. En l'accidentat Tour de França de 1904, quan sols tenia 21 anys, va tornar a finalitzar en segona posició, però finalment va ser desqualificat acusat de fer trampes durant la cursa, en concret d'haver agafat un tren per estalviar-se un tram d'etapa. En aquest Tour Maurice Garin, César Garin i Hippolyte Aucouturier, també foren desqualificats i el vencedor final fou Henri Cornet, inicialment cinquè classificat. Lucien Pothier va ser inhabilitat a perpetuïtat, però finalment la sanció va quedar reduïda a tres anys de suspensió.
El 1921, amb 38 anys, disputà el seu setè i darrer Tour de França. Posteriorment es va instal·lar a Troyes on va regentar un cafè anomenat "A l'Ancien du Tour de France".

## Palmarès
- 1900
  - 10è a la París-Roubaix
- 1903
  - 2n al Tour de França
- 1904
  - 3r a la París-Roubaix

## Resultats al Tour de França
- 1903. 2n de la classificació general
- 1904. Desqualificat
- 1907. Abandona (4a etapa)
- 1909. Abandona (2a etapa)
- 1910. 28è de la classificació general
- 1911. 20è de la classificació general
- 1921. 32è de la classificació general